# Archil Kikodze
Archil Kikodze (en georgiano არჩილ ქიქოძე; Tiflis, 9 de julio de 1972) es un escritor y fotógrafo georgiano.

## Biografía
De 1989 a 1992 Archil Kikodze estudió en la Universidad Estatal Ivane Javakhishvili de Tiflis, en la facultad de Estudios Orientales. Luego estudió en la Universidad Estatal de Cine y Teatro Shota Rustaveli, primero en la facultad de Cine y más tarde en la de Teatro, graduándose en 1999. Entre 1991 y 1994 fue miembro de la agencia de servicios de rescate "Candle", participando en expediciones de rescate en la montaña.
Kikodze también es fotógrafo profesional, habiendo participado en exposiciones nacionales e internacionales. Además ha publicado artículos sobre temas medioambientales, etnográficos y sociales, y ha escrito tres guías sobre turismo científico. Es coautor del documental Primavera en Javakheti, ganador del premio del Festival Niamori en 2004, y ha escrito el guion de la película Tbilisi, I Love You.
Involucrado en la literatura desde los 21 años, trabaja para varias revistas tanto literarias como no literarias. Sus ensayos y novelas se publican regularmente en revistas como Literaturuli Palitra.

## Obra
Kikodze ganó el premio literario GALA por su colección de cuentos Tranquilamente (2008).
También La historia de un pájaro y un hombre (ჩიტის და კაცის ამბავი) fue galardonada con el premio literario SABA —el más importante de Georgia— como la mejor colección en prosa en 2014.
La obra es un compendio de relatos cortos —historias de detectives que no pretendían serlo—, en los que Kikodze conduce al lector hacia una verdad sin adornos que no es ni bella ni misteriosa.
Elefante del sur (სამხრეთული სპილო, 2016) es una novela urbana de este autor cuya acción se desarrolla en un solo día. El protagonista, director de cine, se ve obligado a deambular por las calles de Tiflis, evaluando lo que ha sido su vida. Su infancia, sus amores, sus percances y sus tragedias pasan como fotogramas de una película. Esta obra ha sido laureada con los premios LITERA e IliaUni.